# Jacques Rapoport
Jacques Rapoport, né en 1952, est un haut fonctionnaire et administrateur de sociétés français.

## Biographie
Jacques Rapoport, diplômé de l'ENA (1982-1985), devient inspecteur des finances (1985-1989).
Repéré par Christian Blanc, PDG de la RATP, Rapoport travaille à ses côtés comme chargé de mission (1989-1990), contrôleur central de gestion de la RATP (1990-1991) puis directeur financier de la RATP (1991-1995). Sous la présidence de Jean-Paul Bailly, il est directeur du métro (1995-1999) puis directeur général adjoint chargé des activités industrielles (ingénierie, travaux, maintenance) (1999-2004),.
De 2004 à 2006, il est secrétaire général des ministères chargés des affaires sociales et administrateur de Gaz de France. En 2006 et 2007, il est directeur général de Keolis Lyon, opérateur du réseau des transports publics de l’agglomération lyonnaise (TCL).
Il retrouve alors Jean-Paul Bailly, qui préside depuis 2002 le groupe La Poste, et devient en octobre 2007, directeur général de La Poste chargé du réseau grand public et du développement territorial, devenu depuis l'Enseigne La Poste.
Il succède en 2012 à Hubert du Mesnil comme président de Réseau ferré de France. Après la réorganisation de la SNCF par la loi du 4 août 2014, il est nommé président délégué du directoire par intérim de la nouvelle holding SNCF.
Il quitte ses fonctions de président de SNCF Réseau et de président délégué de la SNCF le 19 février 2016, pour « raisons personnelles ».